# La Boca del Asno
La Boca del Asno es un área recreativa situada en el municipio español del Real Sitio de San Ildefonso. Está ubicada en la principal masa forestal de la provincia de Segovia, el Pinar de Balsaín, dentro de la Sierra de Guadarrama.
Además de un aparcamiento, un comercio dedicado a la hostelería y las mesas de picnic en una zona de juegos infantiles, entre las instalaciones se encuentra el Centro de Visitantes Valle de Valsaín-Boca del Asno dedicado a la interpretación y exposición del Parque nacional de la Sierra de Guadarrama, situado en una casa forestal reinaugurada en 2004.

## Localización
Enclavada en el interior del Parque natural Sierra Norte de Guadarrama, en plena montaña dentro del Pinar de Valsaín, se encuentra situado entre el cauce del río Eresma, cruzado por un puente peatonal, y la carretera CL-601 en una intersección de acceso al aparcamiento en el punto kilométrico 14,3. Dentro del recinto se sitúa también el denominado Mirador de Las Pozas.
Unos metros más abajo también existe el arroyo de la Boca del Asno, afluente del río Eresma.

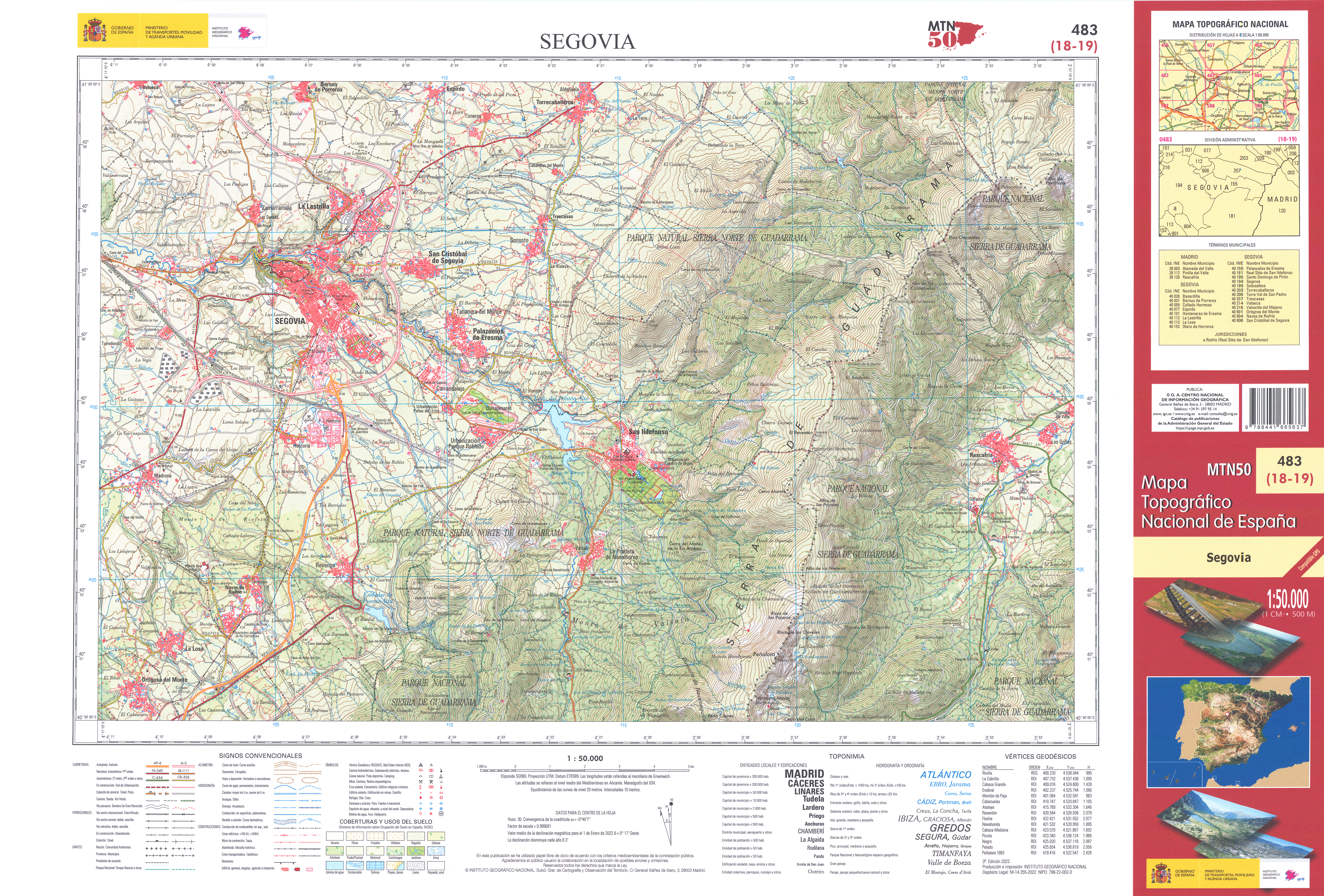
Fragmento 0483 de la hoja 483 del Mapa Topográfico Nacional de España de 2022 en el que se representa el área recreativa de la Boca del Asno

## Medios de transporte
El área recreativa está conectada a través de una de autobuses:

#### Metropolitano
- Línea M3 Segovia - Carrascalejo - Parque Robledo - La Granja - Balsaín - Boca del Asno - Fuente de los Mosquitos - Puerto de Navacerrada

## Leyenda
La leyenda del origen de la Boca del Asno cuenta que, en el pasado, se celebró en este entorno del valle del río Eresma una merienda campestre en el contexto de las elecciones municipales de Balsaín. Durante el evento, los concejales pronunciaron discursos, pero cuando el tímido alcalde trató de hablar, un burro suyo salió de una cueva cercana y lanzó un fuerte rebuzno, solapando su intervención. El inesperado y cómico suceso provocó vítores, aplausos y risa general, votándose posteriormente que el lugar fuera conocido como la Boca del Asno.